# Dverbergs kommun
Dverbergs kommun (norska: Dverberg kommune) var en kommun i Nordland fylke i norra Norge. Byn Dverberg utgjorde kommunens centralort.

## Administrativ historik
Dverbergs kommun upprättades den 1 januari 1838 (som Dverberg formannskapsdistrikt) när Formannskapslovene från 1837 trädde i kraft. Kommunen hade då samma omfattning som nuvarande Andøy kommun.
Den 1 januari 1924 bröts de båda kommunerna Andenes och Bjørnskinn
 ut ur kommunen som då minskade från 5 100 invånare före delningen till 1 477 invånare efter. Den återstående delen omfattade den mellersta delen av nuvarande Andøy kommun.
Den 1 januari 1964 gick Dverbergs kommun, tillsammans med kommunerna Andenes och Bjørnskinn
, upp i den då nybildade Andøy kommun. Kommunens hade då 1 719 invånare.